# Mandach
Mandach (schweizerdeutsch: ˈmɑndəχ) ist eine Einwohnergemeinde im Schweizer Kanton Aargau. Sie gehört zum Bezirk Brugg und liegt etwa sieben Kilometer nördlich des Bezirkshauptorts Brugg, nahe der Grenze zu Deutschland.

## Geographie
Das Dorf liegt inmitten des Tafeljuras zwischen dem Aaretal und dem Rheintal. Es ist auf allen Seiten von Hügeln umgeben und befindet sich am oberen Ende eines Tals, das in Richtung Norden zur Aare hin entwässert wird. Im Westen liegt der 605 Meter hohe Wessenberg mit der gleichnamigen Burgruine, im Südwesten der Besseberg (618 m ü. M.), im Süden der Rotberg (638 m ü. M.) und im Osten die Ausläufer des Böttebergs. Dem Rotberg vorgelagert ist der Hirzigen (538 m ü. M.). Das Dorf selbst schmiegt sich an einen 561 Meter hohen Hügel, der schlicht «Berg» heisst.
Die Fläche des Gemeindegebiets beträgt 554 Hektaren, davon sind 149 Hektaren bewaldet und 33 Hektaren überbaut. Der höchste Punkt ist der Grat des Rotbergs auf 638 Metern, der tiefste liegt auf 430 Metern an der nördlichen Gemeindegrenze. Nachbargemeinden sind Leuggern im Norden, Böttstein im Osten, Villigen im Süden und Mettauertal im Westen.

## Geschichte
Untersuchungen um die Mandacher Kirche lassen darauf schliessen, dass das erste Kirchengebäude auf den Fundamenten eines römischen Gutshofes entstand. Doch die Gegend war bereits um 500 v. Chr. vom Keltenstamm der Helvetier besiedelt worden. 1930 fand man Reste eines römischen Wachtturms, der nach den Alamannenüberfällen von 259 bis 270 errichtet worden war. Die erste urkundliche Erwähnung von Mandacho erfolgte im Jahr 1218. Der Ortsname stammt vom spätlateinischen (praedium) Manduccacum und bedeutet dem Manduccus gehörendes Landgut.

Luftansicht (1958)

Im Mittelalter gehörte der meiste Grundbesitz den Herren von Wessenberg, deren Burg auf dem gleichnamigen Berg an der Grenze zu Hottwil lag. Landesherren waren die Habsburger, die das Dorf dem Amt Waldshut zuteilten. 1316 mussten die Habsburger die Dörfer Mandach und Hottwil wegen Geldmangels an die Wessenberger verpfänden. Diese erwarben die niedere Gerichtsbarkeit und Blutgerichtsbarkeit, wodurch sie ein kleines, fast völlig souveränes Herrschaftsgebiet schufen. 1330 wird in einer Urkunde des Stifts Zurzach ein «Her Hainrich von Mandach» als Zeuge genannt, des Weiteren 1373 ein Edelknecht Rudiger von Mandach.
Im Waldshuterkrieg von 1468 besetzte Bern die Herrschaft Wessenberg und fügte sie ihren Untertanengebieten im Berner Aargau an. Mandach war nun Teil des Gerichtsbezirks Wessenberg im Amt Schneckenberg. Die Berner liessen die Burg verfallen, 1528 führten sie die Reformation ein. Im Jahr 1518 zerstörte ein Grossbrand das Dorf, 1593 und 1668 gab es Pestepidemien. Das Schloss Mandach stand einst am Ufer des Hochrheins bei Zurzach, im Südschwarzwald besteht noch die Ruine der Burg Mandach.
Beim Franzoseneinfall im März 1798 entmachteten die Franzosen die «Gnädigen Herren» von Bern und riefen die Helvetische Republik aus, die 1803 aufgelöst wurde. Die Gemeinde gehört seither zum Kanton Aargau. Bis heute ist Mandach aufgrund der peripheren Lage ein von der Landwirtschaft und vom Weinbau geprägtes Dorf geblieben. Zwischen 1900 und 1970 sank die Einwohnerzahl um über 30 Prozent, da viele Dorfbewohner gezwungen waren, anderswo nach Arbeit zu suchen. Seither ist die Bevölkerungszahl jedoch wieder leicht ansteigend.

## Sehenswürdigkeiten

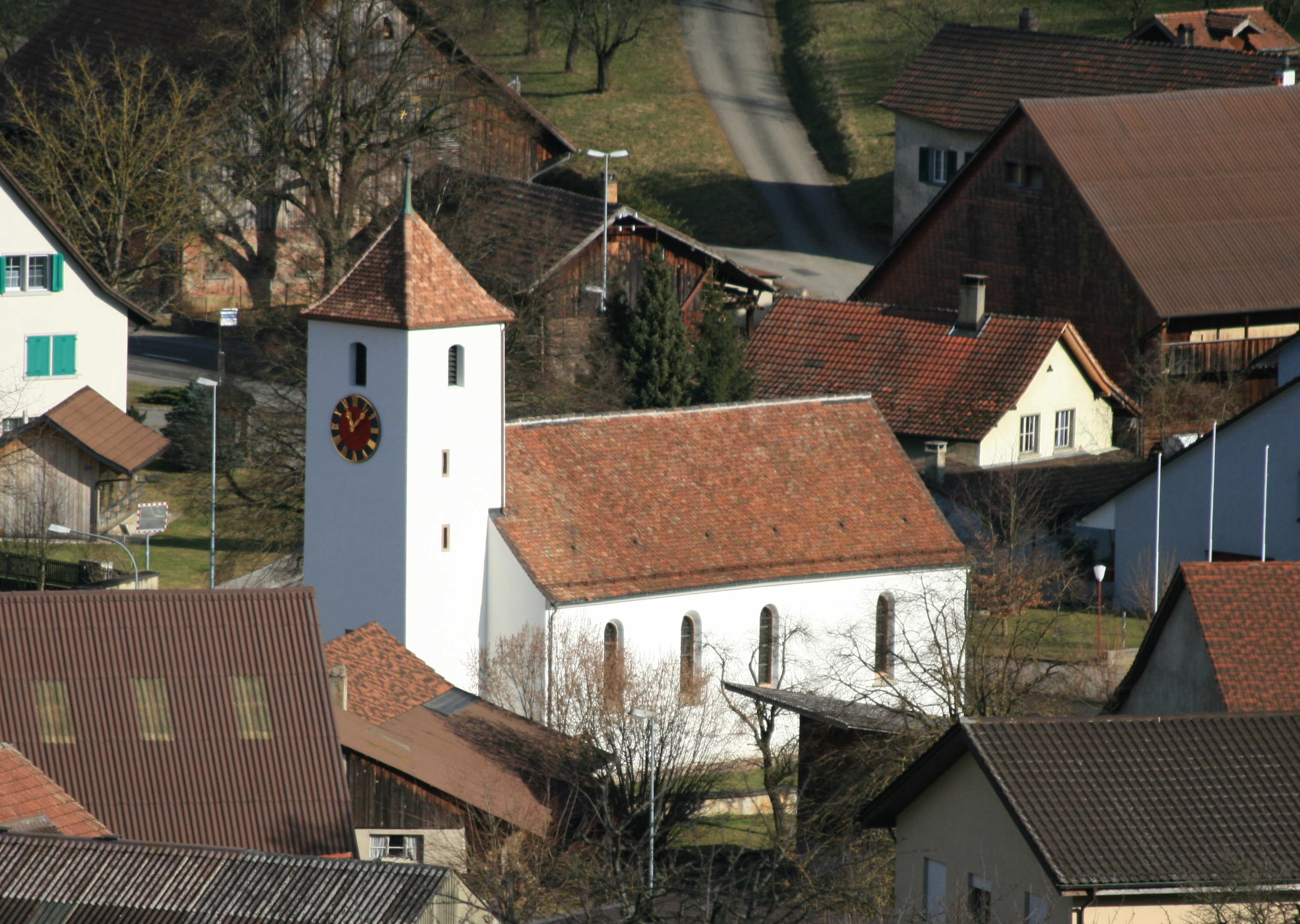
Reformierte Kirche

Vor 1207 liessen die Herren von Wessenberg auf dem gleichnamigen Hügel ihren Stammsitz errichten. Die Burg Wessenberg war etwa 9 Meter breit und 40 Meter lang und verfiel nach der Eroberung durch die Berner im Jahr 1468 zu einer Ruine. Die reformierte Kirche Mandach stammt ursprünglich aus dem 11. Jahrhundert. In ihr finden sich Fresken aus dem 16. Jahrhundert, die erst 1962 bei Renovationsarbeiten wiederentdeckt wurden.
Aus Mandach stammt der älteste erhaltene Gemeindesarg mit dem Dendrodatum 1548; er befindet sich heute im Museum Aargau.

## Wappen

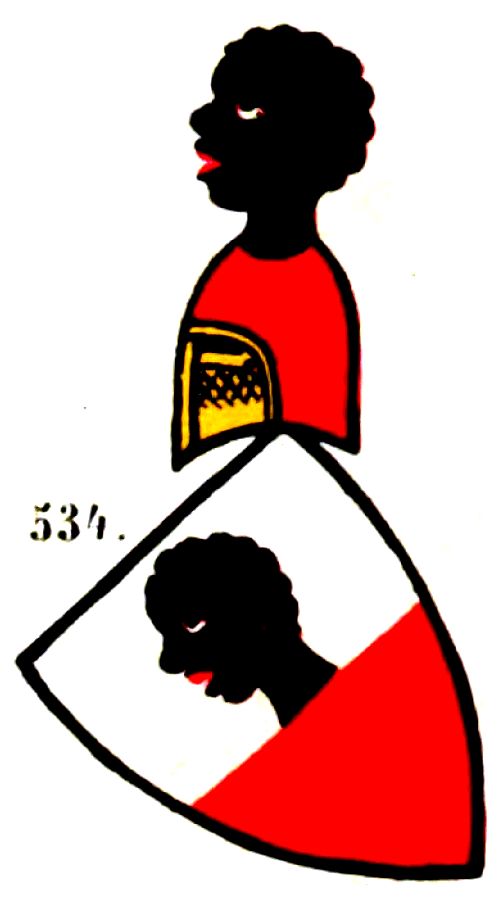
Wappen derer von Mandach, Zürcher Wappenrolle

Die Blasonierung des Gemeindewappens lautet: «Geteilt von Weiss mit aus der Teilung wachsendem schwarzem Mohr mit roten Lippen und weissem Halsschmuck und von Rot.» Das Gemeindewappen entspricht dem Wappen des Ministerialengeschlechts der Edlen von Mandach und erschien erstmals um 1340 auf der Zürcher Wappenrolle. Der Mohr stellt angeblich den Heiligen Mauritius dar.

## Bevölkerung
Die Einwohnerzahlen entwickelten sich wie folgt:
| Jahr      | 1850 | 1900 | 1930 | 1950 | 1960 | 1970 | 1980 | 1990 | 2000 | 2010 | 2020 |
| Einwohner | 504  | 361  | 300  | 292  | 294  | 251  | 275  | 303  | 313  | 303  | 325  |

Am 31. Dezember 2023 lebten 346 Menschen in Mandach, davon 11,6 % Ausländer. Bei der Volkszählung 2015 bezeichneten sich 62,8 % als reformiert und 18,0 % als römisch-katholisch; 19,2 % waren konfessionslos oder gehörten anderen Glaubensrichtungen an. 98,4 % gaben bei der Volkszählung 2000 Deutsch als ihre Hauptsprache an.

## Politik und Recht
Die Versammlung der Stimmberechtigten, die Gemeindeversammlung, übt die Legislativgewalt aus. Ausführende Behörde ist der fünfköpfige Gemeinderat. Er wird im Majorzverfahren vom Volk gewählt, seine Amtsdauer beträgt vier Jahre. Der Gemeinderat führt und repräsentiert die Gemeinde. Dazu vollzieht er die Beschlüsse der Gemeindeversammlung und die Aufgaben, die ihm vom Kanton zugeteilt wurden. Für Rechtsstreitigkeiten ist in erster Instanz das Bezirksgericht Brugg zuständig. Mandach gehört zum Friedensrichterkreis VIII (Brugg).

## Wirtschaft
In Mandach gibt es gemäss der im Jahr 2015 erhobenen Statistik der Unternehmensstruktur (STATENT) rund 80 Arbeitsplätze, davon 55 % in der Landwirtschaft, 7 % in der Industrie und 38 % im Dienstleistungsbereich. Viele Erwerbstätige sind Wegpendler und arbeiten in der Region Brugg oder in den grösseren Gemeinden der Umgebung.
An den Südhängen von Besseberg, Berg und Hirzigen erstrecken sich Rebberge mit einer Anbaufläche von rund 1,5 Hektaren. Angebaut werden vor allem die Sorten Riesling × Sylvaner und Blauburgunder.

## Verkehr
Das Dorf liegt abseits der grösseren Durchgangsstrassen, die Hauptzufahrt erfolgt von Leuggern her über die Kantonsstrasse 445. Weitere Nebenstrassen führen nach Hottwil und über den Rotberg nach Villigen. Mandach ist durch eine Postautolinie mit Leuggern und dem Bahnhof Döttingen verbunden.

## Bildung
Mandach verfügt über ein Schulhaus mit Kindergarten und Primarschule. Die Realschule und die Sekundarschule können in Kleindöttingen oder Leibstadt besucht werden, die Bezirksschule in Leuggern. Die Gymnasien sind die Kantonsschule Baden und die Kantonsschule Wettingen.

## Kultur
Mandach war 2009 Schauplatz der Dreharbeiten zum Kinofilm Der böse Onkel von Urs Odermatt.